# Serie B 1947/1948
Soutěžní ročník Serie B 1947/1948 byl 16. ročník druhé nejvyšší italské fotbalové ligy. Konal se od 14. září 1947 do 11. července 1948. Soutěž se odehrála s 54 týmy, které byli rozděleny do tří skupin po 18 týmech podle geografie. Vítěz své skupiny postoupil přímo do Serie A. Byli to kluby: Novara, Padova a Palermo.
Nejlepším střelcem se stal italský hráč Aurelio De Marco (Palermo), který vstřelil 23 branek.

## Události
V létě 1947 se FIGC rozhodlo, že nastal čas reorganizovat všechny soutěže v zemi, kromě nejvyšší ligy. Proto tento ročník byl poslední, který zahrnoval 54 klubů ve třech skupinách. Vítěz skupiny postoupil přímo do Serie A a do Serie C sestoupilo 11 klubů z každé skupiny.
Velkou posilu přivítala Novara, do které přišla legenda Italského fotbalu Silvio Piola. Ten díky svými 16 góly pomohl k postupu. Dalšími postupujícími byla Padova a také Palermo. Naopak velký smutek byl v Pro Vercelli. Sedminásobný mistr Itálie sestoupil poprvé v klubové historii do Serie C.

## Skupina A

### Účastníci
| Klub         | Město              | Stadion                     | Trenér                                        | Minulá sezona                                  |
| ------------ | ------------------ | --------------------------- | --------------------------------------------- | ---------------------------------------------- |
| Brescia      | Brescia            | Stadium di viale Piave      | Andrea Gadaldi                                | 18. místo v Serii A                            |
| Cagliari     | Cagliari           | Stadio comunale di via Pola | Raffaele D'Aquino                             | Postup ze 4. ligy                              |
| Como         | Como               | Stadio Giuseppe Sinigaglia  | József Viola (1.–?. kolo) Róbert Winkler      | 8. místo ve skupině A v Serii B                |
| Crema        | Crema              | Stadio Comunale             | Umberto Zanolla                               | 11. místo ve skupině A v Serii B               |
| Fanfulla     | Lodi               | Stadio Dossenina            | Bruno Vale                                    | 11. místo ve skupině A v Serii B               |
| Gallaratese  | Gallarate          | Stadio Alessandro Maino     | Nereo Marini                                  | 8. místo ve skupině A v Serii B                |
| Legnano      | Legnano            | Stadio Giovanni Mari        | Giuseppe Galluzzi                             | 2. místo ve skupině A v Serii B                |
| Magenta      | Magenta            | Stadio Francesco Plodari    | Gyula Polgár                                  | 1. místo ve finálové skupině A Sever v Serii C |
| Novara       | Novara             | Stadio di via Alcarotti     | Carlo Rigotti                                 | 3. místo ve skupině A v Serii B                |
| Pro Sesto    | Sesto San Giovanni | Stadio Breda                | Eraldo Monzeglio                              | 11. místo ve skupině A v Serii B               |
| Pro Vercelli | Vercelli           | Stadio Leonida Robbiano     | Antonio Janni                                 | 8. místo ve skupině A v Serii B                |
| Seregno      | Seregno            | Stadio Ferruccio Trabattoni | Giuseppe Mandelli                             | 3. místo ve skupině A v Serii B                |
| Spezia       | La Spezia          | Stadio Alberto Picco        | Ottavio Barbieri (1.–. kolo) Technická komise | 3. místo ve skupině A v Serii B                |
| Varese       | Varese             | Stadio di Masnago           | Giuseppe Santagostino                         | 15. místo ve skupině A v Serii B               |
| Viareggio    | Viareggio          | Stadio Torquato Bresciani   | Aldo Olivieri                                 | 15. místo ve skupině A v Serii B               |
| Vigevano     | Vigevano           | Stadio Dante Merlo          | Italo Defendi                                 | 7. místo ve skupině A v Serii B                |
| Vita Nova    | Ponte San Pietro   | Stadio Matteo Legler        | Secondo Lanfranco                             | 7. místo ve finálové skupině B Sever v Serii C |
| Vogherese    | Voghera            | Stadio Giovanni Parisi      | Renato Pasturenti                             | 7. místo ve skupině A v Serii B                |

### Tabulka
| Poř. | Tým             | Z  | V  | R  | P  | VG | OG | B  |
| ---- | --------------- | -- | -- | -- | -- | -- | -- | -- |
| 1.   | Novara          | 34 | 19 | 8  | 7  | 54 | 26 | 46 |
| 2.   | Brescia         | 34 | 15 | 12 | 7  | 42 | 26 | 42 |
| 3.   | Como            | 34 | 14 | 13 | 7  | 49 | 36 | 41 |
| 4.   | Seregno         | 34 | 15 | 10 | 9  | 52 | 36 | 40 |
| 5.   | Legnano         | 34 | 17 | 6  | 11 | 62 | 45 | 40 |
| 6.   | Spezia          | 34 | 17 | 6  | 11 | 46 | 35 | 40 |
| 7.   | Pro Sesto       | 34 | 14 | 11 | 9  | 45 | 33 | 39 |
| 8.   | Crema           | 34 | 14 | 11 | 9  | 44 | 34 | 39 |
| 9.   | Vigevano        | 34 | 15 | 7  | 12 | 45 | 36 | 37 |
| 10.  | Gallaratese     | 34 | 15 | 6  | 13 | 45 | 33 | 36 |
| 11.  | Fanfulla        | 34 | 14 | 7  | 13 | 48 | 46 | 35 |
| 12.  | Viareggio       | 34 | 16 | 3  | 15 | 51 | 58 | 35 |
| 13.  | Pro Vercelli    | 34 | 11 | 9  | 14 | 46 | 44 | 31 |
| 14.  | Varese (-1 bod) | 34 | 9  | 9  | 16 | 35 | 42 | 26 |
| 15.  | Vita Nova       | 34 | 10 | 5  | 19 | 42 | 69 | 25 |
| 16.  | Magenta         | 34 | 9  | 4  | 21 | 31 | 54 | 22 |
| 17.  | Vogherese       | 34 | 6  | 7  | 21 | 36 | 73 | 19 |
| 18.  | Cagliari        | 34 | 7  | 4  | 23 | 32 | 79 | 18 |

Poznámky
- Z = Odehrané zápasy; V = Vítězství; R = Remízy; P = Prohry; VG = Vstřelené góly; OG = Obdržené góly; B = Body
- za výhru 2 body, za remízu 1 bod, za prohru 0 bodů.
- při rovnosti bodů se rozhodovalo skóre.
- Pro Sesto porazilo Crema v play out 2:1.

|  | Postup do Serie A |
|  | Sestup do Serie C |

## Skupina B

### Účastníci
| Klub        | Město         | Stadion                      | Trenér                                                                    | Minulá sezona                                  |
| ----------- | ------------- | ---------------------------- | ------------------------------------------------------------------------- | ---------------------------------------------- |
| Benátky     | Benátky       | Stadio Pier Luigi Penzo      | Alfredo Foni (1. –?. kolo) Giuseppe Girani                                | 19. místo v Serii A                            |
| Bolzano     | Bolzano       | Stadio Druso                 | Renato Bottacini                                                          | 1. místo ve finálové skupině C Sever v Serii C |
| Carrarese   | Carrara       | Stadio Viale XX Settembre    | Mario Pochettini                                                          | 11. místo ve skupině A v Serii B               |
| Centese     | Cento         | Stadio Loris Bulgarelli      | Francesco Boriani                                                         | 1. místo ve finálové skupině Střed v Serii C   |
| Cremonese   | Cremona       | Stadio Giovanni Zini         | Mario Villini                                                             | 6. místo ve skupině B v Serii B                |
| Mantova     | Mantova       | Stadio J.R. Nation           | Guglielmo Reggiani (1. –?. kolo) János Nehadoma                           | 8. místo ve skupině B v Serii B                |
| Padova      | Padova        | Stadio Silvio Appiani        | Wilmas Wilhelm (1. –16. kolo) Pietro Serantoni                            | 2. místo ve skupině B v Serii B                |
| Parma       | Parma         | Stadio Ennio Tardini         | Bruno Dentelli (1. –?. kolo) Giovanni Mazzoni (?. –?. kolo) Jenő Dietrich | 14. místo ve skupině B v Serii B               |
| Piacenza    | Piacenza      | Stadio Barriera Genova       | Italo Rossi                                                               | 12. místo ve skupině B v Serii B               |
| Pistoiese   | Pistoia       | Stadio Monteoliveto          | Ottorino Dugini                                                           | 3. místo ve skupině A v Serii B                |
| Prato       | Prato         | Stadio Lungobisenzio         | György Kőszegi                                                            | 15. místo ve skupině B v Serii B               |
| Pro Gorizia | Gorizia       | Stadio Baiamonti             | Walter Alt                                                                | 20. místo ve skupině B v Serii B               |
| Reggiana    | Reggio Emilia | Stadio Mirabello             | Angelo Mattea (1. –17. kolo) Piero Ferrari                                | 12. místo ve skupině A v Serii B               |
| SPAL        | Ferrara       | Stadio Comunale di Ferrara   | Giuseppe Marchi                                                           | 6. místo ve skupině B v Serii B                |
| Suzzara     | Suzzara       | C.S. Comunale                | Giacomo Blason                                                            | 10. místo ve skupině B v Serii B               |
| Treviso     | Treviso       | Stadio Omobono Tenni         | Enrico Colombari (1. –23. kolo) Bruno Bozzolo                             | 4. místo ve skupině B v Serii B                |
| Udinese     | Udine         | Stadio Moretti               | Roman Schramseis (1. –?. kolo) Elio Loschi                                | 11. místo ve skupině B v Serii B               |
| Verona      | Verona        | Stadio Marcantonio Bentegodi | Bruno Biagini                                                             | 8. místo ve skupině B v Serii B                |

### Tabulka
| Poř. | Tým         | Z  | V  | R  | P  | VG | OG | B  |
| ---- | ----------- | -- | -- | -- | -- | -- | -- | -- |
| 1.   | Padova      | 34 | 21 | 9  | 4  | 71 | 29 | 51 |
| 2.   | Verona      | 34 | 18 | 10 | 6  | 50 | 25 | 46 |
| 3.   | SPAL        | 34 | 18 | 7  | 9  | 56 | 32 | 43 |
| 4.   | Benátky     | 34 | 16 | 8  | 10 | 48 | 36 | 40 |
| 5.   | Reggiana    | 34 | 13 | 13 | 8  | 52 | 37 | 39 |
| 6.   | Cremonese   | 34 | 15 | 8  | 11 | 52 | 28 | 38 |
| 7.   | Parma       | 34 | 12 | 14 | 8  | 33 | 28 | 38 |
| 8.   | Prato       | 34 | 14 | 10 | 10 | 49 | 41 | 38 |
| 9.   | Piacenza    | 34 | 15 | 6  | 13 | 47 | 55 | 36 |
| 10.  | Mantova     | 34 | 13 | 9  | 12 | 46 | 40 | 35 |
| 11.  | Udinese     | 34 | 13 | 7  | 14 | 45 | 44 | 33 |
| 12.  | Bolzano     | 34 | 10 | 11 | 13 | 38 | 51 | 31 |
| 13.  | Treviso     | 34 | 8  | 14 | 12 | 36 | 47 | 30 |
| 14.  | Pistoiese   | 34 | 8  | 11 | 15 | 36 | 55 | 27 |
| 15.  | Pro Gorizia | 34 | 8  | 7  | 19 | 38 | 64 | 23 |
| 16.  | Carrarese   | 34 | 6  | 10 | 18 | 32 | 65 | 22 |
| 17.  | Suzzara     | 34 | 7  | 6  | 21 | 29 | 57 | 20 |
| 18.  | Centese     | 34 | 5  | 10 | 19 | 28 | 56 | 20 |

Poznámky
- Z = Odehrané zápasy; V = Vítězství; R = Remízy; P = Prohry; VG = Vstřelené góly; OG = Obdržené góly; B = Body
- za výhru 2 body, za remízu 1 bod, za prohru 0 bodů.
- při rovnosti bodů se rozhodovalo skóre.
- kluby Cremonese, Parma a Prato hrály v play out.

|  | Postup do Serie A |
|  | Sestup do Serie C |

### Play out
| Poř. | Tým       | Z | V | R | P | VG | OG | B |
| ---- | --------- | - | - | - | - | -- | -- | - |
| 1.   | Cremonese | 2 | 1 | 1 | 0 | 6  | 2  | 3 |
| 2.   | Parma     | 2 | 1 | 0 | 1 | 3  | 6  | 2 |
| 3.   | Prato     | 2 | 0 | 1 | 1 | 2  | 3  | 1 |

|  | Sestup do Serie C |

## Skupina C

### Účastníci
| Klub             | Město            | Stadion                          | Trenér                                                                         | Minulá sezona                                |
| ---------------- | ---------------- | -------------------------------- | ------------------------------------------------------------------------------ | -------------------------------------------- |
| Anconitana       | Ancona           | Stadio Dorico                    | Giovanni Corbjons                                                              | 17. místo ve skupině B v Serii B             |
| Arsenale Taranto | Taranto          | Campo Arsenale                   | Pietro Piselli                                                                 | 8. místo ve skupině C v Serii B              |
| Brindisi         | Brindisi         | Campo Sportivo Comunale          | Guglielmo Borgo                                                                | 8. místo ve skupině C v Serii B              |
| Cosenza          | Cosenza          | Stadio comunale Città di Cosenza | Attilio Demaría                                                                | 12. místo ve skupině C v Serii B             |
| Empoli           | Empoli           | Stadio Comunale di Empoli        | Enrico Crotti                                                                  | 4. místo ve skupině B v Serii B              |
| Gubbio           | Gubbio           | Stadio San Benedetto             | Giovanni Battistoni                                                            | 1. místo ve finálové skupině Střed v Serii C |
| Lecce            | Lecce            | Stadio Carlo Pranzo              | Guido Dossena (1. –12. kolo) Raffaele Costantino                               | 4. místo ve skupině C v Serii B              |
| Nocerina         | Nocera Inferiore | Campo Forino                     | Remo Galli                                                                     | 1. místo ve finálové skupině Jih v Serii C   |
| Palermo          | Palermo          | Stadio La Favorita               | Virginio Rosetta                                                               | 8. místo ve skupině C v Serii B              |
| Perugia          | Perugia          | Stadio Santa Giuliana            | Umberto De Angelis (1. –12. kolo) Anzillotti (13. –?. kolo) Luigi Miconi       | 11. místo ve skupině C v Serii B             |
| Pescara          | Pescara          | Stadio Rampigna                  | József Bánás (1. –?. kolo) Mario Pizziolo                                      | 3. místo ve skupině C v Serii B              |
| Pisa             | Pisa             | Stadio Arena Garibaldi           | Cesare Migliorini                                                              | 16. místo ve skupině B v Serii B             |
| Rieti            | Rieti            | Stadio di viale Fassini          | Ermes Borsetti                                                                 | 6. místo ve skupině C v Serii B              |
| Scafatese        | Scafati          | Stadio Comunale 28. září 1943    | Secondo Roggero (1. –?. kolo) Vittorio Mosele                                  | 16. místo ve skupině C v Serii B             |
| Siena            | Siena            | Stadio Rastrello                 | Alberto Macchi                                                                 | 5. místo ve skupině B v Serii B              |
| Siracusa         | Siracusa         | Stadio Comunale                  | Guido Mazzetti                                                                 | 12. místo ve skupině C v Serii B             |
| Ternana          | Terni            | Stadio Viale Brin                | Ancillotto Ancillotti (1. –?. kolo) Eraldo Pangrazi (?. –?. kolo) Luigi Milano | 2. místo ve skupině C v Serii B              |
| Torrese          | Torre Annunziata | Campo Formisano                  | Dario Gay                                                                      | 6. místo ve skupině C v Serii B              |

### Tabulka
| Poř. | Tým              | Z  | V  | R  | P  | VG | OG | B  |
| ---- | ---------------- | -- | -- | -- | -- | -- | -- | -- |
| 1.   | Palermo          | 34 | 19 | 8  | 7  | 66 | 30 | 46 |
| 2.   | Pisa             | 34 | 19 | 7  | 8  | 62 | 34 | 45 |
| 3.   | Lecce            | 34 | 18 | 7  | 9  | 70 | 36 | 43 |
| 4.   | Arsenale Taranto | 34 | 17 | 9  | 8  | 65 | 39 | 43 |
| 5.   | Empoli           | 34 | 17 | 6  | 11 | 50 | 36 | 40 |
| 6.   | Siracusa         | 34 | 16 | 8  | 10 | 36 | 33 | 40 |
| 7.   | Pescara          | 34 | 16 | 6  | 12 | 49 | 42 | 38 |
| 8.   | Siena            | 34 | 13 | 10 | 11 | 47 | 34 | 36 |
| 9.   | Anconitana       | 34 | 16 | 3  | 15 | 51 | 52 | 35 |
| 10.  | Cosenza          | 34 | 12 | 9  | 13 | 38 | 48 | 33 |
| 11.  | Ternana          | 34 | 11 | 9  | 14 | 54 | 63 | 31 |
| 12.  | Nocerina         | 34 | 13 | 4  | 17 | 39 | 42 | 30 |
| 13.  | Torrese          | 34 | 11 | 8  | 15 | 48 | 59 | 30 |
| 14.  | Scafatese        | 34 | 11 | 8  | 15 | 30 | 46 | 30 |
| 15.  | Rieti            | 34 | 9  | 8  | 17 | 44 | 67 | 26 |
| 16.  | Perugia          | 34 | 9  | 7  | 18 | 38 | 57 | 25 |
| 17.  | Gubbio (-1 bod)  | 34 | 9  | 5  | 20 | 38 | 69 | 22 |
| 18.  | Brindisi         | 34 | 5  | 8  | 21 | 21 | 59 | 18 |

Poznámky
- Z = Odehrané zápasy; V = Vítězství; R = Remízy; P = Prohry; VG = Vstřelené góly; OG = Obdržené góly; B = Body
- za výhru 2 body, za remízu 1 bod, za prohru 0 bodů.
- při rovnosti bodů se rozhodovalo skóre.
- klub Rieti ukončil sezonu ve finančním krachu a sestoupil do Promozione (4. ligy).

|  | Postup do Serie A |
|  | Sestup do Serie C |